# Kenji Honnami
Kenji Honnami (Prefectura d'Osaka, Japó, 23 de juny de 1964) és un futbolista japonès que disputà tres partits amb la selecció japonesa.